# Djuptjärnen (Tännäs socken, Härjedalen, 695258-133723)
Djuptjärnen är en sjö i Härjedalens kommun i Härjedalen och ingår i Ljusnans huvudavrinningsområde. Sjön har en area på 0,13 kvadratkilometer och ligger 829,2 meter över havet.

## Delavrinningsområde
Djuptjärnen ingår i det delavrinningsområde (695205-133692) som SMHI kallar för Utloppet av Storstjärnen. Medelhöjden är 835 meter över havet och ytan är 2,45 kvadratkilometer. Det finns inga avrinningsområden uppströms utan avrinningsområdet är högsta punkten. Vattendraget som avvattnar avrinningsområdet har biflödesordning 3, vilket innebär att vattnet flödar genom totalt 3 vattendrag innan det når havet efter 397 kilometer. Avrinningsområdet består mestadels av skog (84 procent). Avrinningsområdet har 0,4 kvadratkilometer vattenytor vilket ger det en sjöprocent på 16,1 procent.